# 八穀增廿三
天貓座8，又名BD+61 893，HD 46480、SAO 13897、HR 2394，是天貓座的一颗恒星，视星等为5.94，位于銀經153.87，銀緯22.04，其B1900.0坐标为赤經6h 28m 33.1s，赤緯+61° 22.04′ 9″。